# Robur (carburante)
Robur è un tipo di carburante composto da una miscela di alcoli e benzina, che fu distribuito da AGIP dopo l'entrata in vigore della legge n. 342 del 17 febbraio 1936 nel periodo storico dell'autarchia, conseguente alle sanzioni internazionali a danno dell'Italia; tale legge così stabiliva: dal 21 febbraio 1936 è obbligo miscelare un minimo di 20 per cento di alcol a tutte le benzine destinate al consumo sul territorio italiano.
Era composto da 52% di alcoli e 48% di benzina: 32% di alcol etilico e 20% di alcol metilico. Fu molto pubblicizzato sulle più diffuse riviste dell'epoca ma l'AGIP lo vendeva in pochi distributori; infatti nel 1937 era disponibile in soli 26 distributori su 20.579 pompe di benzina allora esistenti.
La pubblicità sulla stampa così affermava: Utilizzate il Robur perché il 52% di miscela è costituito da prodotti italiani: alcol metilico e alcol etilico trattati mediante un nuovissimo procedimento termico. L'alcol metilico è un prodotto, per sintesi, dell'industria chimica italiana e l'etilico è ricavato dalle bietole da zucchero del nostro suolo. Il robur conferisce al motore: avviamento facile, migliore ripresa, maggiore elasticità, massimo rendimento. L'AGIP, per maggior pubblicità, ingaggiò pure i tre fratelli Maserati, che erano in tre fotografie affiancate nella parte superiore della pagina e sotto stava il seguente annuncio: Tre tecnici dell'auto, i fratelli Maserati, costruttori delle celebri vetture da corsa che tante vittorie hanno ottenuto nelle competizioni nazionali e internazionali, affermano: "Per le sue spiccate qualità il Robur è il carburante che maggiormente risponde alle esigenze dei nostri motori".
Tra le varie miscele distribuite in quel periodo e prodotte da Agip, Siap, Nafta nonché altre società, il Robur aveva la componente di alcol superiore a tutte le concorrenti.